# IC 304
IC 304 est une galaxie spirale située dans la constellation de Persée à environ 225 millions d'années-lumière de la Voie lactée. Elle a été découverte par l'astronome américain Sherburne Wesley Burnham en 1890.
La classe de luminosité d'IC 304 est II et elle présente une large raie HI.
Plusieurs mesures non basées sur le décalage vers le rouge (redshift) donnent une distance de 69,038 ± 12,157 Mpc (∼225 millions d'al), ce qui est à l'intérieur des distances calculées en employant la valeur du décalage.

## Groupe d'UGC 2709
IC 304 est la galaxie la plus lumineuse du groupe d'UGC 2709. Ce groupe compte au moins 5 galaxies. Quatre galaxies du groupe sont indiquées dans un article d'A.M. Garcia paru en 1993, soit IC 304, UGC 2637, UGC 2685 et UGC 2709. Il faut ajouter à cette liste la galaxie IC 305 car elle est peut-être en interaction avec IC 304. Il est assez étonnant que cette galaxie ne figure pas dans la liste de Garcia, un oubli sans doute.